# ناحیه بلیس، میشیگان
ناحیه بلیس (به انگلیسی: Bliss Township) یک منطقهٔ مسکونی در ایالات متحده آمریکا است که در شهرستان امت، میشیگان واقع شده‌است.
 ناحیه بلیس  ۶۲۰ نفر جمعیت دارد و ۲۵۴ متر بالاتر از سطح دریا واقع شده‌است.